# I liga 1975-1976
L'edizione 1975-76 della I liga del campionato polacco di calcio vide la vittoria finale dello Stal Mielec.
Capocannoniere del torneo fu Kazimierz Kmiecik (Wisła Cracovia), con 20 reti.

## Classifica finale
|     | Classifica         | G  | V  | N  | P  | GF | GS | Pt |
| --- | ------------------ | -- | -- | -- | -- | -- | -- | -- |
| 1.  | Stal Mielec        | 30 | 13 | 12 | 5  | 45 | 23 | 38 |
| 2.  | GKS Tychy          | 30 | 15 | 8  | 7  | 38 | 34 | 38 |
| 3.  | Wisła Cracovia     | 30 | 15 | 7  | 8  | 39 | 19 | 37 |
| 4.  | Ruch Chorzów       | 30 | 12 | 13 | 5  | 35 | 24 | 37 |
| 5.  | Widzew Łódź        | 30 | 10 | 12 | 8  | 33 | 33 | 32 |
| 6.  | Pogoń Szczecin     | 30 | 13 | 5  | 12 | 46 | 42 | 31 |
| 7.  | Śląsk Wrocław      | 30 | 11 | 9  | 10 | 36 | 33 | 31 |
| 8.  | Legia Varsavia     | 30 | 12 | 5  | 13 | 44 | 46 | 29 |
| 9.  | Górnik Zabrze      | 30 | 10 | 8  | 12 | 38 | 39 | 28 |
| 10. | Zagłębie Sosnowiec | 30 | 12 | 4  | 14 | 37 | 38 | 28 |
| 11. | ROW Rybnik         | 30 | 11 | 6  | 13 | 30 | 40 | 28 |
| 12. | Lech Poznań        | 30 | 9  | 9  | 12 | 33 | 46 | 27 |
| 13. | ŁKS Łódź           | 30 | 8  | 10 | 12 | 27 | 33 | 26 |
| 14. | Szombierki Bytom   | 30 | 10 | 5  | 15 | 37 | 42 | 25 |
| 15. | Stal Rzeszów       | 30 | 8  | 8  | 14 | 23 | 35 | 24 |
| 16. | Polonia Bytom      | 30 | 6  | 9  | 15 | 19 | 33 | 21 |

### Verdetti
- Stal Mielec Campione di Polonia 1975-76.
- Stal Mielec ammesso alla Coppa dei Campioni 1976-1977.
- GKS Tychy e Wisła Cracovia ammesse alla Coppa UEFA 1976-1977.
- Stal Rzeszów e Polonia Bytom retrocesse in II liga polska.